# Calcitonina

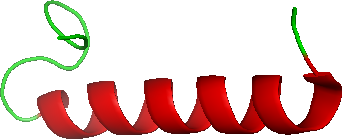
Struttura proteica della calcitonina di salmone in SDS

La calcitonina è un ormone costituito da un polipeptide di 32 aminoacidi che viene prodotto, negli esseri umani, dalle cellule parafollicolari della tiroide (note anche come cellule C, da clear, chiaro, per la loro scarsa colorabilità al microscopio ottico rispetto ai tireociti), dalle cellule K dell'epitelio respiratorio e in molti altri animali dal corpo ultimofaringeo (ghiandola associata all'ultima tasca faringea).

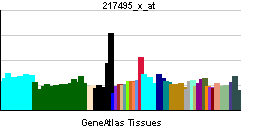
Pattern di espressione a RNA del gene CALCA

La principale funzione della calcitonina è l'abbassamento della concentrazione di calcio nel sangue (Ca2+), contrasta gli effetti dell'ormone paratiroideo paratormone (PTH). Tale meccanismo di regolazione del calcio è stato riscontrato nei pesci, rettili, uccelli e mammiferi. A differenza degli studi sugli animali la sua importanza negli esseri umani non è stata ben definita, in quanto non è chiaro quanto sia rilevante la sua funzione nella regolazione dell'omeostasi del calcio normale rispetto ad altre molecole.
L'ormone calcitonina agisce anche a livello renale, stimolando l'eliminazione tubulare di calcio. Veniva utilizzato nella terapia dell'osteoporosi e di altre patologie osteometaboliche. Il ruolo in queste patologie è stato però ampiamente rivalutato, a oggi infatti la calcitonina non ha nessuna indicazione terapeutica accertata. In recenti studi inoltre è stato osservato un aumento di incidenza di osteosarcoma in pazienti in pregressa terapia cronica con calcitonina.

## Scoperta
La calcitonina è stata purificata nel 1962 da Coppola e Cheney. Inizialmente fu ritenuto che si trattasse di una secrezione delle ghiandole paratiroidi, in seguito fu identificata come la secrezione delle cellule C della tiroide.

## Biosintesi
La calcitonina, nell'uomo, viene codificata dal gene CALC1 o CALCA localizzato sul cromosoma 11 a 11p15 14.94-14.95 Mb tale gene codifica per la preprocalcitonina. Uno splicing alternativo del gene, che avviene in alcuni tessuti, può portare alla produzione di un secondo peptide, il CGRP (peptide correlato al gene calcitonina). Il CGRP, sebbene simile alla calcitonina nella sequenza N-terminale, differisce in quella C-terminale. Queste sono simili, dal punto di vista strutturale, all'amilina e all'adrenomedullina.

## Struttura
La calcitonina è un ormone polipeptidico di 32 aminoacidi, con un peso molecolare di 3454,93 dalton. La sua struttura comprende un unico dominio alfa elica. A seguito di splicing alternativo dell'RNA che codifica per la calcitonina il peptide risultante sarà di 37 aminoacidi, chiamato peptide correlato al gene della calcitonina tipo beta (CGRP).
Sequenze amminoacidiche della calcitonina:
- salmone: Cys-Ser-Asn-Leu-Ser-Thr-Cys-Val-Leu-Gly-Lys-Leu-Ser-Gln-Glu-Leu-His-Lys-Leu-Gln-Thr-Tyr-Pro-Arg-Thr-Asn-Thr-Gly-Ser-Gly-Thr-Pro
- umana: Cys-Gly-Asn-Leu-Ser-Thr-Cys-Met-Leu-Gly-Thr-Tyr-Thr-Gln-Asp-Phe-Asn-Lys-Phe-His-Thr-Phe-Pro-Gln-Thr-Ala-Ile-Gly-Val-Gly-Ala-Pro

## Fisiologia
La concentrazione fisiologica nel siero di sangue della calcitonina è lievemente inferiore a 10 pg/mL, tale ormone partecipa al metabolismo di calcio e fosforo. In molti modi, la calcitonina neutralizza gli effetti dell'ormone paratiroideo (PTH).
La regolazione della concentrazione della calcitonina nel sangue è definita a feed-back negativo, ovvero bassi livelli di calcio plasmatico inibiscono la secrezione dell'ormone; mentre gli alti livelli ne aumentano la secrezione.
Più specificamente, la calcitonina abbassa i livelli di calcio e fosforo nel sangue mediante:
- Inibizione dell'assorbimento da parte dell'intestino del calcio introdotto con la dieta[10].
- Inibizione dell'attività degli osteoclasti di riassorbimento osseo e stimolazione della deposizione di calcio nelle ossa.[11]
- Inibizione del riassorbimento di fosfati dai tubuli renali[12].
- Incremento dell'escrezione renale di calcio e inibizione dell'attivazione della vitamina D[12].

La secrezione di calcitonina viene stimolata da:
- Un aumento nel siero sanguigno della concentrazione di calcio[13].
- Dall'azione della gastrina e della pentagastrina[14].

## Recettore per la calcitonina
Il recettore della calcitonina, viene espresso dagli osteoclasti, dalle cellule del rene e da alcune regioni del cervello, tale recettore è costituito da un recettore associato a proteina G, la quale a sua volta è legato alla subunità alfa Gs della via metabolica dell'adenilato ciclasi, e quindi alla produzione di AMP ciclico (cAMP) nelle cellule bersaglio, cioè quelle che esprimono tale recettore. Esso può anche essere espresso a livello delle ovaie nelle donne e testicoli negli uomini.

## Marcatore tumorale
Il carcinoma midollare è considerato un tumore non "della" tiroide ma "nella" tiroide. Esso infatti si origina dalle cellule parafollicolari o cellule C che producono l'ormone calcitonina. Il carcinoma midollare della tiroide, nell'essere umano, provoca una sovrapproduzione dell'ormone calcitonina; i casi in cui il dosaggio dei livelli nel sangue di calcitonina mostrino un incremento di tale ormone, quantità superiore a 10 pg/mL, vengono associati alla possibile insorgenza del carcinoma midollare della tiroide tuttavia livelli elevati di calcitonina possono riscontrarsi anche in gravidanza, dopo esercizio fisico intenso, in casi di etilismo non cronico, nei portatori di insufficienza renale cronica, di tiroidite cronica autoimmune, e nel 15% dei casi di tumori neuroendocrini.